# グラフィック
グラフィック（graphic）とは、出版・広告・印刷・映像（動画・ビデオグラム）・ゲームなどの媒体・コンテンツにおける視覚表現のこと。

## 概要
主に情報伝達を目的とし、デザインやレイアウトが計画・検討され、特定のコンセプトやトーン&マナーが表現されたもの。文字・写真・イラスト・図・記号などのあらゆる視覚要素により構成、あるいは時としてそれぞれ単体で用いられる場合もある。
コンピュータを用いてグラフィックを制作することを特にコンピュータグラフィックス（CG）と呼ぶが、表現技法としての意味合いが強く、グラフィックデザインにおけるフィニッシュワークとしてのコンピュータの使用はDTPと呼び、区別される。
出版・広告分野においてグラフィックによる表現を考案する職業はグラフィックデザイナーと呼ばれるが、コンピュータグラフィックスや映像分野ではグラフィッカーやCGクリエイターと呼ばれる。
また、パーソナルコンピュータやゲーム機の画像処理能力のことを指す場合もある。
先史時代を研究している人類学者に知られている最も古いグラフィックは、紀元前40,000〜10,000年以前の旧石器時代の間に作成された岩、骨、象牙、枝角の洞窟壁画とマーキング。これらの多くは、天文学的、季節的、および年代順の詳細を記録するために発見された。ほぼ6000年前から、現代世界に知られている最も初期のグラフィックと図面の一部は、刻まれた石板とセラミックシリンダーシールであり、歴史的期間の始まりと経理および在庫管理のための記録の保存を示している。エジプトの記録はこれらに先行しており、パピルスはピラミッドの建設を計画するための資料としてエジプト人によって使用されまた石灰岩と木のスラブを使用していた。600〜250から  BC、ギリシャ人は幾何学で主要な役割を果たす。彼らは円の定理やピタゴラスの定理などの数学的な理論を表すためにグラフィックスを使用。アートでは、絵画とは対照的に、単調で線で構成される作品を区別するために「グラフィック」がよく使用されており、描画には通常、ツールから圧力を加えるか、ツールをサーフェス上で動かすことにより、サーフェス上にマークを付けることが含まれる。ツールが存在しないかのように常にツールが使用される場合、それはアートになる。グラフィカルな描画は、インストルメンタルガイド付き描画である。
画像を含む木版印刷は、紙が発明された後（105年頃）最初に中国で見られる。西洋では主な技法は木版画、彫刻、エッチングであったが、他にも多くの技法がある。
エッチングは、凹版の方法版画画像を酸を用いて金属板の表面に切開して制作する。酸は金属を食い荒らした領域を残すかまたは、酸にさらされた表面が非常に薄い場合は、プレートに線を焼き付ける。このプロセスは、ドイツのアウクスブルクに住むダニエル・ホプファー（c。1470–1536）によって発明されたと考えられている。
ラインアートは、2次元または3次元を表すために陰影（暗闇）または色相（色）のグラデーションなしで、（通常は無地の）背景に配置された明確な直線と曲線で構成される画像に時々使用されるかなり非特定の用語。ラインアートは通常単色であるが、ラインの色は異なる場合がある。
イラストとは、ドローイング、ペインティング、写真、その他の芸術作品のような視覚表象的な表現で形式よりも主題を強調する。イラストの目的は、伝統的にテキストで記述された何かの視覚的表現を提供することにより、物語、詩、またはテキスト情報（新聞記事など）を解明または装飾することである。政治漫画としても知られる編集漫画は、政治的または社会的なメッセージを含むイラストである。イラストを使用して、さまざまな主題を表示し、次のような様々な機能を提供することができる。
グラフまたはチャートは、表形式の数値データを表す情報グラフィックである。チャートは、大量のデータとデータのさまざまな部分間の関係を理解しやすくするためによく使用される。
ダイアグラムは、トピックを視覚化して明確にするために使用される、概念、アイデア、構造、関係、統計データなどの単純化され構造化された視覚的表現。
シンボルは、その基本的な意味では概念または量の表現、すなわちアイデア、対象、概念、品質など、より多くの心理的、哲学的な面では、すべての概念は、自然の中で象徴的であり、これらの概念についての表現は、単にあるトークンアーティファクトある寓話（ただし、直接成文化していない）象徴的な意味、またはシンボリズムである。
マップは、スペースの簡略化された描写であり、そのスペース内のオブジェクト間の関係を強調するナビゲーション支援ツール。通常、マップは、3次元空間の2次元で幾何学的に正確な表現である。
写真もグラフィック表現のひとつであるが、他の形式のグラフィックスとの違いの1つは、写真家は原則として、一見しただけで実際には1つの瞬間を記録するだけである。ただし、写真家は視野と角度を選択できる。また、さまざまなレンズを使用してビューを選択したり、フィルターを使用して色を変更したりすることもできる。デジタル写真は、無数の高速で強力な操作への道を開いていく。初期の写真撮影でさえ、「現実の生活」として提示された演じられたシーンの写真をめぐって論争があった（特に戦争写真では、元のイベントを記録するのが非常に難しい場合がある）。ネガのシンプルなピンプリックで視聴者の目をわずかにずらすと劇的な効果が得られる可能性があったり、視野の選択も強力な効果が得られ、シーンの他の部分を効果的にする。これは、それらを切り取るか、単に写真に含めないことによって達成されるがこれは、現実とは何かという哲学的な問題にも触れているが、人間の脳は以前の経験に基づいて情報を処理し、私たちが見たいものや見ることを教えられたものを見ることを可能にしている。写真自体は同じ様を映すのであるが、写真家は見る人のためにシーンを解釈しているのである。